# Gonzalo Abrego
Gonzalo Damián Abrego (sinh ngày 7 tháng 1 năm 2000) là một cầu thủ bóng đá chuyên nghiệp người Argentina hiện tại đang thi đấu ở vị trí tiền vệ cho câu lạc bộ Cremonese tại Serie B, cho mượn từ Godoy Cruz.

## Sự nghiệp thi đấu

### Godoy Cruz
Abrego gia nhập học viện của câu lạc bộ Godoy Cruz ở tuổi 14, sau một thời gian ngắn với Deportivo Maipú. Diego Martínez đôn anh lên đội một vào năm 2020, khi anh ban đầu xuất hiện với tư cách là cầu thủ dự bị không được sử dụng trong trận thua trước River Plate và Rosario Central tại Cúp Diego Armando Maradona ở đầu tháng 11. Abrego có trận ra mắt chuyên nghiệp vào ngày 28 tháng 11 trong trận đấu với Banfield, kết thúc với tỷ số hòa 0-0.

#### Cho mượn tại Cremonese
Vào ngày 10 tháng 8 năm 2023, Cremonese đã thông báo việc ký hợp đồng với Abrego theo dạng cho mượn kéo dài một mùa giải, với tùy chọn mua trong tương lai.

## Thống kê sự nghiệp
Tính đến 31 tháng 7 năm 2023
| Câu lạc bộ          | Mùa giải            | Giải đấu                                | Giải đấu | Giải đấu | Cúp quốc gia | Cúp quốc gia | League Cup | League Cup | Tổng cộng | Tổng cộng |
| Câu lạc bộ          | Mùa giải            | Hạng đấu                                | Trận     | Bàn      | Trận         | Bàn          | Trận       | Bàn        | Trận      | Bàn       |
| ------------------- | ------------------- | --------------------------------------- | -------- | -------- | ------------ | ------------ | ---------- | ---------- | --------- | --------- |
| Godoy Cruz          | 2020                | Giải bóng đá vô địch quốc gia Argentina | 0        | 0        | 4            | 0            | 4          | 0          | 8         | 0         |
| Godoy Cruz          | 2021                | Giải bóng đá vô địch quốc gia Argentina | 21       | 1        | —            | —            | 13         | 0          | 34        | 1         |
| Godoy Cruz          | 2022                | Giải bóng đá vô địch quốc gia Argentina | 24       | 2        | 3            | 0            | 14         | 0          | 41        | 2         |
| Godoy Cruz          | 2023                | Giải bóng đá vô địch quốc gia Argentina | 26       | 3        | 2            | 0            | —          | —          | 28        | 3         |
| Godoy Cruz          | Tổng cộng           | Tổng cộng                               | 71       | 6        | 9            | 0            | 31         | 0          | 111       | 6         |
| Cremonese (mượn)    | 2023–24             | Serie B                                 | 8        | 0        | 1            | 0            | —          | —          | 9         | 0         |
| Tổng cộng sự nghiệp | Tổng cộng sự nghiệp | Tổng cộng sự nghiệp                     | 79       | 6        | 10           | 0            | 31         | 0          | 120       | 6         |